# Radikal 93
Radikal 93 mit der Bedeutung „Rind“, auch Büffel, Ochse oder Stier, ist eines von 34 der 214 traditionellen Radikale der chinesischen Schrift, die mit vier Strichen geschrieben werden.
Mit 34 Zeichenverbindungen in Mathews’ Chinese-English Dictionary gibt es relativ viele Schriftzeichen, die unter diesem Radikal im Lexikon zu finden sind.
Das Radikal Rind nimmt nur in der Langzeichen-Liste traditioneller Radikale, die aus 214 Radikalen besteht, die 93. Position ein. In modernen Kurzzeichen-Wörterbüchern kann es sich an ganz anderer Stelle finden. Im Neuen chinesisch-deutschen Wörterbuch aus der Volksrepublik China steht es zum Beispiel an 110. Stelle.
Das Siegelschrift-Zeichen  zeigt zwei große, U-förmig nach oben gebogene Hörner, von denen eins noch als vertikaler 撇 Strich links an 牛 (niu) zu sehen ist. In der schmal gepressten Schreibvariante 牜 findet sich das Radikal immer links in zusammengesetzten Zeichen.
Keinesfalls darf das Radikal 93 牛 mit dem überaus ähnlich aussehenden, aus dem Radikal 24 gebildeten Zeichen 午 für das Pferd verwechselt werden, dessen Erdzweig-Zeichen wiederum das Radikal 187 馬 mit der Kurzform 马 ist. 
Eine Variante nimmt 牛 in der Kopfposition im zusammengesetzten Zeichen an, wie zum Beispiel in: 告 (gao = mitteilen). Seine ursprüngliche Bedeutung war das Beten zu den Göttern, während ein Opfer – häufig ein Rind – gebracht wurde. Daher auch hier das Rind 牛.
Die von 牛 regierten Zeichen haben meist mit dem Thema Rinder oder was man für rinderähnlich hielt zu tun wie 特 (te in 特牛 teniu), 犀 (= Nashorn) und 牺 (= Opfertier).
牟 (lautmalerisch für Muh!), 牢 (lao = Gehege) gehören auch zum Rind. Korrekt wird es bei 牧 (mu = Vieh hüten). Hier sehen wir links das Rind 牛 (niu) und rechts die Hand mit dem Stock (攵). 

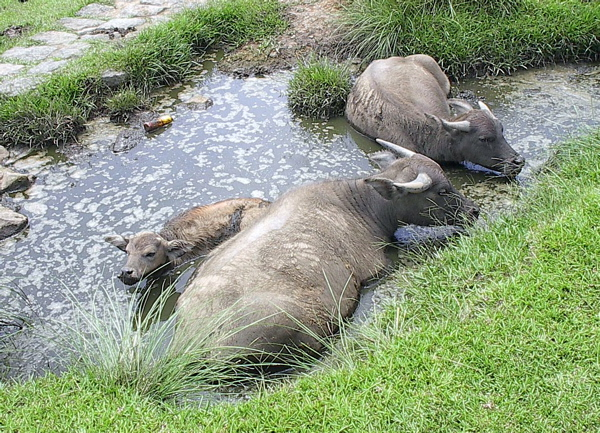
Wasserbüffel in Taiwan

Der Büffel 牛 niú (oder Rind, Stier, Ochse) gilt nach dem chinesischen Kalender als gutmütig. Büffeljahre (丑 chǒu) sind:
| 19. Februar | 1901 bis 07. Februar | 1902 – Metall |
| 06. Februar | 1913 bis 25. Januar  | 1914 – Wasser |
| 25. Januar  | 1925 bis 12. Februar | 1926 – Holz   |
| 11. Februar | 1937 bis 30. Januar  | 1938 – Feuer  |
| 29. Januar  | 1949 bis 16. Februar | 1950 – Erde   |
| 15. Februar | 1961 bis 04. Februar | 1962 – Metall |
| 03. Februar | 1973 bis 22. Januar  | 1974 – Wasser |
| 20. Februar | 1985 bis 08. Februar | 1986 – Holz   |
| 07. Februar | 1997 bis 27. Januar  | 1998 – Feuer  |
| 26. Januar  | 2009 bis 23. Februar | 2010 – Erde   |
| 12. Februar | 2021 bis 31. Januar  | 2022 – Metall |

Menschen, die in Büffeljahren zur Welt gekommen sind, gelten als mächtig, treu und zuverlässig. Sie sind fähige Führer, die genau prüfen, bevor sie sich auf etwas Neues einlassen – wenn sie sich aber dafür entscheiden, dann mit ganzer Seele. Wichtige Werte sind Arbeit und Familie.

## Schriftzeichenverbindungen, die vom Radikal 93 regiert werden
| Striche | Zeichen                          |
| ------- | -------------------------------- |
| +0      | 牛 牜                            |
| +02     | 牝 牞 牟 先                      |
| +03     | 牠 牡 牢 牣 牤 告                |
| +04     | 牥 牦 牧 牨 物 牪 牫 牬          |
| +05     | 牭 牮 牯 牰 牱 牲 牳 牴 牵       |
| +06     | 牶 牷 牸 特 牺                   |
| +07     | 牻 牼 牽 牾 牿 犁                |
| +08     | 犀 犂 犃 犄 犅 犆 犇 犈 犉 犊 犋 |
| +09     | 犌 犍 犎 犏 犐 犑                |
| +10     | 犒 犓 犔 犕 犖 犗                |
| +11     | 犘 犙 犚 犛                      |
| +12     | 犜 犝 犞 犟                      |
| +13     | 犠                               |
| +15     | 犡 犢 犣 犤 犥 犦                |
| +16     | 犧 犨                            |
| +18     | 犩                               |
| +20     | 犪                               |
| +23     | 犫                               |

 Im Unicodeblock Kangxi-Radikale ist das Radikal 93 unter der Codepointnummer 12.124 (U+2F5C) codiert.